# أبو قرفة
أبو قرفة قرية سعودية، تتبع هدى الشام في محافظة الجموم بمنطقة مكة المكرمة، غرب المملكة العربية السعودية. تقع في جنوب هدى الشام وتبعد عنها 2 كم.

## أنظر أيضًا
- أبو مروة
- أبي عروة
- أحد المسارحة